# César Leuenberger
Oscar César Leuenberger (Eldorado, 29 febbraio 1984) è un ex cestista argentino con cittadinanza svizzera.

## Palmarès
- Campionato svizzero: 2

Lugano Tigers: 2005-06
SAV Vacallo: 2008-09
- Coppa di Svizzera: 1

SAV Vacallo: 2008
- LNB: 1

SAV Vacallo: 2006-07